# Electromiostimulare
Electromiostimularea este o formă de electroterapie adresată mentenanței capacității musculare normale. Este folosită frecvent în medicina sportivă.